# Min øjesten
"Min øjesten" er første single fra den danske sanger Sarah, der vandt talentkonkurrencen X Factor 2011 i finalen i Parken den 25. marts 2011. Sangen er skrevet af Xander og produceret af Marcus Linnet. Den blev udgivet umiddelbart efter finalen hvor den kunne købes som digital download. Sangen gik ind som #1 på hitlisten, og har solgt 15.000 eksemplarer.